# 保良局梁周順琴小學

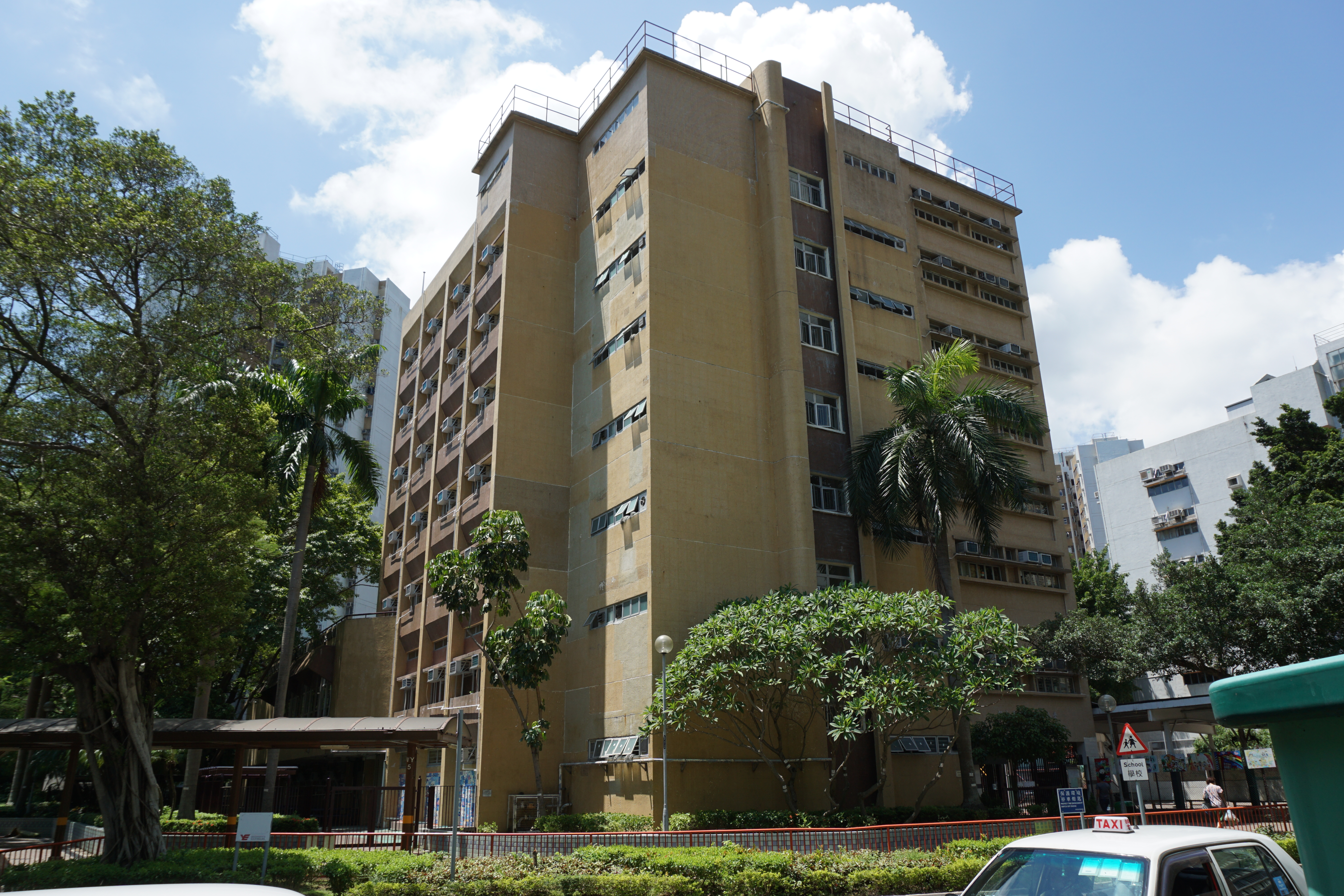
保良局梁周順琴小學南面

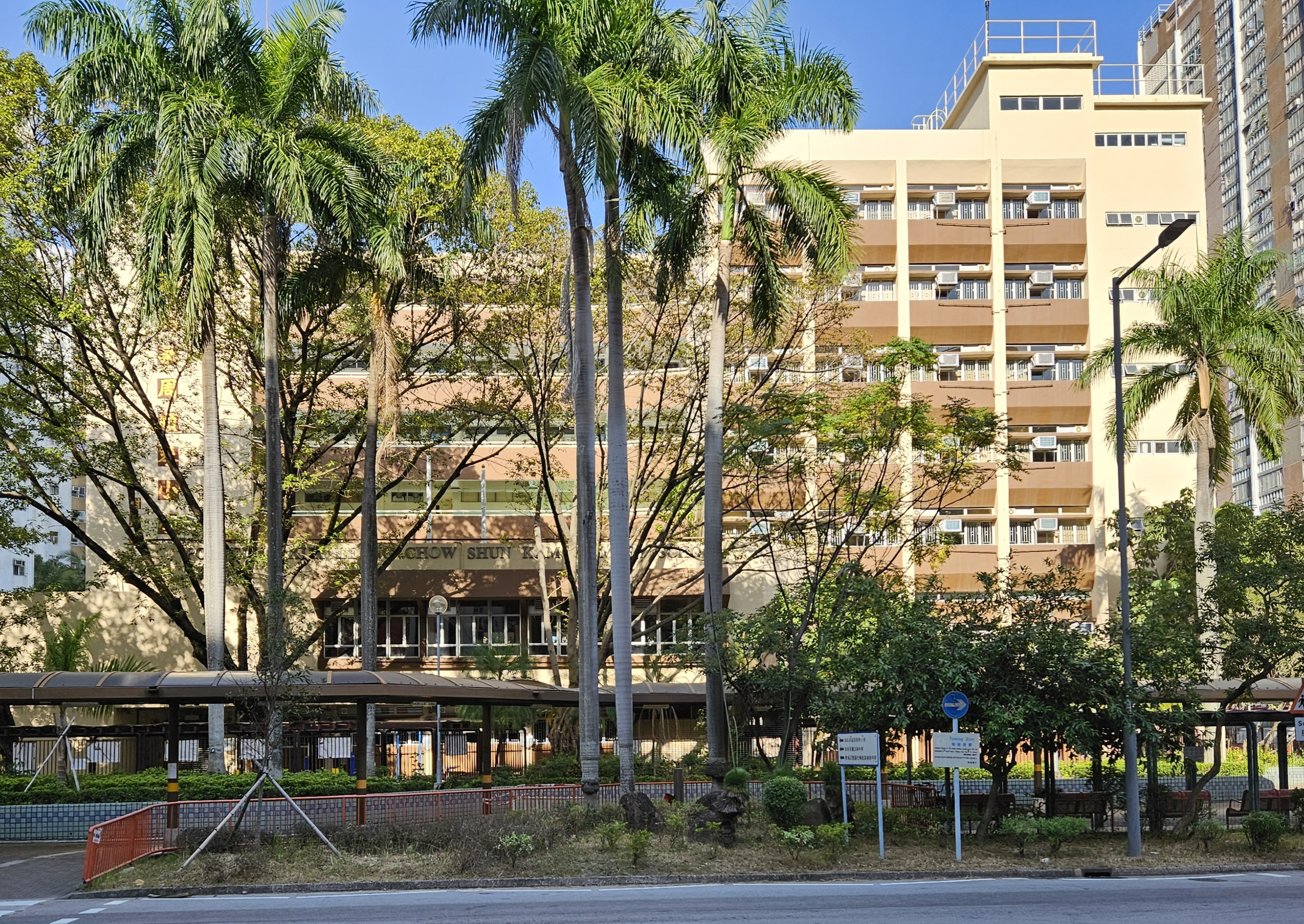
保良局梁周順琴小學

22°22′36″N 113°57′51″E / 22.3767°N 113.9642°E
保良局梁周順琴小學（英語：Po Leung Kuk Leung Chow Shun Kam Primary School）位於屯門湖景邨，是保良局的第8所小學，於1984年2月13日由梁球琚博士籌款興建。

## 歷任校長

### 上午校
- 麥長富 先生（1984年－2010年）
- 游飛霞 女士（2010年－2011年）

### 下午校
- 陳榮光 先生[2]（1984年－1988年；後調任同系陸慶濤小學暨羅氏基金中學創校校長）
- 彭文禮 先生（1988年－1992年；由東華三院鄧肇堅小學下午校轉職）[3]
- 黃成焯 先生[4]（1992年－ 2011年）

### 全日
- 游飛霞 女士（2011年－2012年）
- 陳錦迅 先生（2012年－2014年）
- 温慧芬 女士（2014年起，現任校長）

## 聯繫中學
- 保良局董玉娣中學
- 保良局百周年李兆忠紀念中學

## 著名/傑出校友
- 黃卓健，香港社會企業家，前元朗區議員

## 外部連結
- 保良局梁周順琴小學網站